# 포항 요양원 화재
포항 요양원 화재 사고(浦項療養院火災事故) 혹은 포항 요양원 화재 참사(浦項療養院火災慘事)는 2010년 11월 12일 오전 4시 24분 쯤에 포항 인덕동에 위치한 여성 전용 요양원인 '인덕노인요양센터'에서 발생한 화재로 10명이 사망하고, 17명이 부상을 당한 사고이다.

## 경과

### 화재 발생과 최초 발견자의 행동
국립과학수사연구원과 경상북도지방경찰청의 합동 조사에 의해 밝혀진 화재의 원인은 1층 사무실 안의 벽에 설치된 분전반 주변 전선 쪽에서 생긴 스파크인 것으로 추정되었다. 발생 시간은 오전 4시 10분 쯤으로 추청되며, 최초 발견자는 63세의 여자 요양보호사 직원이였다. 그는 1층 홀 소파에서 잠을 자다가 매캐한 냄새에 일어났고, 사무실 안쪽에서 불꽃이 올라오는 것을 목격하였다. 이에 당황한 그는 머리맡에 두었던 휴대전화를 그대로 두고 달려나갔고, 바로 옆 '포스코 기술연구소' 실험동 경비실로 뛰어가 신고를 부탁한다. 그리고 다시 바로 앞의 아파트 관리실로 가 신고를 재차 부탁하려 했으나 사람이 없어 요양원으로 돌아오게 된다. 돌아온 그는 1층에 있는 1명을 부축해 구조한 뒤 다시 들어가려고 했으나 연기로 인해 들어가지 못한다.

### 연구소 실험동 경비원의 신고와 소방서의 대응
화재 신고를 부탁 받은 '포스코 기술연구소' 실험동 경비실의 경비원은 포스코 회사 내에 조직된 민간 조직 소방대인 '포스코 자위소방대'에 신고하는데, 이 시간이 화재 발생으로부터 5분이 지난 오전 4시 15분이였다. 신고를 받은 포스코 자위소방대의 조직원은 9분이 지난 뒤 이자, 화재 시작 시간으로부터 14분이 지난 뒤인 오전 4시 24분에 다시 포항남부소방서로 신고하였고 경상북도 소방본부에까지 신고가 접수된다. 이에 소방차 20여대와 소방 인력 200여명이 출동하여 진화와 구조에 나섰다. 그러나 새벽 시간이여서 어두운데다, 구조자 대부분이 거동이 불편한 노인들이여서 진화와 구조에 어려움을 겪었다.

## 화재 진압과 구조 이후
그 결과 1층에 입소한 11명 중 10명은 연기에 의한 질식으로 사망하였고, 1명은 구조되었다. 2층에 입소한 16명은 모두 구조되었다. 구조된 부상자 17명은 각각 경상북도포항의료원, 포항기독병원, 포항성모병원, 포항세명기독병원으로 후송하여 치료를 받았고 추가 사망자는 나오지 않았다. 기존 사망자 10명은 세명기독병원, 포항의료원, 포항의 S병원에 안치됐다.
이를 보고받은 이명박 대통령은 사상자들을 위로하며, 철처히 대처할 것을 지시하였다. 이어 진수희 보건복지부 장관, 김관용 경상북도지사가 사고 현장을 방문하였다. 포항시는 시의 재난상황실에 박승호 포항시장을 반장으로 하는 사고대책반을 구성하고, 현장과 각 병원에 공무원을 파견하였다.

## 문제점
해당 건물은 1973년부터 포항시의 '제철동사무소'로 준공돼 사용되었다. 2006년 동사무소가 이전하게 되고, 한 인수자에게 10년간 무상임대 방식으로 인수되었다. 리모델링을 거쳐 2007년 1월부터 사설 요양원으로 운영돼 왔다. 시설 기준으로 환자 2.5명 당 직원 1명을 고용해야해 직원 11명이 있어야 맞지만, 종전 기준을 적용받아 환자 5명당 직원 1명이 고용되었다.

### 화재 안전 대비와 시설 점검의 부실
포항남부소방서는 요양원 내의 소방시설로 일반 소화기 3개, 노인·아동용 투척용 소화기 8개 등이 있었다고 말했다. 화재 경보기와 스프링클러가 없었던 것이다. 화재 경보기는 소방법상 연면적 400m2 미만 건물에 설치를 강제할 수 없는데, 요양원의 연면적이 378m2에 불과해 22m2 차이로 이 기준을 벗어났다. 스프링클러는 2008년 8월 소방시설 관련법의 개정으로 연면적 300m2 이상 600m2 미만의 노인요양시설에는 간이 스프링클러를 설치하게 한다. 하지만 이 건물은 이전까지 업무 시설로 등록되어 있었다가 2007년 요양원 개원으로 인해 아동·노인 시설로 용도가 변경되어 규정 적용 대상에서 제외되었다. 2009년 10월 이뤄진 소방실태 특별점검에서는 이상 없다는 평가를 받았다.
노인장기요양보험의 운영과 평가를 맡고 있는 보건복지부 산하 국민건강보험공단의 포항남부지사는 한 달여 전인 2010년 10월 11일 해당 요양원을 현장 조사하였다. 이에 공단의 5개 평가 등급 중 중등에 해당하는 'C등급'을 받았다.
공단의 평가 내용 중 '화재예방 관련 계도 방문 복명서'에 적은 대목은 이러하다. "시설 내 소화기, 투척기 등이 일정한 간격을 두고 배치돼 있으나, 사용 용도를 모름. 적극적인 교육이 필요함." 이는 존재하는 소방 시설을 직원들이 활용할 줄 모른다는 설명이다. 또 다른 대목에서는 "2009년 일월소방서(현 포항남부소방서 산하 '일월119안전센터')에서 이상 유무를 확인하고 갔으나 기록이 없어 확인되지 않음. 소방서 점검을 받도록 안내함'이라고 적고있다. 이는 소방서 점검에 대한 확인증이 없어 실제 점검이 있었는지 확인이 어렵다는 설명이다. 마침 화재가 발생한 년도인 2010년에는 소방점검이 한 차례도 이뤄지지 않았다.
보건복지부 관계자는 "요양원에 대한 시범적 평가여서 방법을 찾기 위해 부분적으로 진행하였다."라고 말하였다. 실질적인 조사와 점검은 이뤄지지 않은 상황인 것이다. 또한 국민건강보험공단은 문제점에 대한 권유나 통보를 할 뿐이며, 법적으로 그 이상의 제제를 가할 수 없어 어떠한 조치도 하지 못했다.

## 같이 보기
- 실로암 요양원 산사태
- 장성 요양병원 화재
- 밀양 세종병원 화재
- 후쿠오카시 정형외과 의원 화재